# Verordnung zu abschaltbaren Lasten
Die Verordnung zu abschaltbaren Lasten (AbLaV) war eine deutsche Verordnung über kurzfristige Stromunterbrechungen bei Industriebetrieben. Der Lastabwurf erfolgte freiwillig gegen Zahlung einer Vergütung für die Bereitstellung der Lasten (Leistungspreis) und der tatsächlichen Abschaltung (Arbeitspreis). Es sollte die Versorgungssicherheit durch die Regelzonenbetreiber bei der Erhaltung der Netzstabilität erhöhen. Die Kosten wurden bis 2023 auf den Strompreis umgelegt, den die Verbraucher zahlen. Die umstrittene Verordnung war ursprünglich auf den 1. Januar 2016 befristet, ihre Geltung wurde dann aber bis zum 30. Juni 2022 verlängert. Sie trat mit Ablauf dieses Tages außer Kraft, bis auf die Kostenregelung, welche bis zum 31. Dezember 2023 galt.

## Inhalt
Mit der Novellierung des Energiewirtschaftsgesetzes 2011 wurde im neuen § 13 Abs. 4a EnWG eine Verordnungsermächtigung eingefügt zur Ausgestaltung eines eingeschränkten Vergütungsmodells für abschaltbare Lasten. Die Übertragungsnetzbetreiber waren schon vorher berechtigt, Lastabwürfe vorzunehmen, wenn „die Sicherheit oder Zuverlässigkeit des Elektrizitätsversorgungssystems in der jeweiligen Regelzone gefährdet oder gestört“ war. Die Bundesregierung nutzte diese Ermächtigung mit der Verordnung zu abschaltbaren Lasten, welche am 1. Januar 2013 in Kraft trat. Die Verordnung war zunächst auf drei Jahre befristet (§ 19 AbLaV), aber wurde vor Ablauf bis zum 30. Juni 2022 verlängert. Sie verfolgte den Zweck, die in den anderen Fällen notwendigen freiwilligen Vereinbarungen über abschaltbare Lasten mit dafür geeigneten Industriebetrieben zu standardisieren und die dafür zu zahlenden Beträge zu begrenzen. Nach der Gesetzesbegründung sind „Abschaltbare Lasten im Sinne dieser Verordnung (…) große Verbrauchseinheiten, die am Hoch- und Höchstspannungsnetz angeschlossen sind, mit großer Leistung nahezu rund um die Uhr Strom abnehmen und aufgrund der Besonderheiten ihres Produktionsprozesses kurzfristig auf Abruf für eine bestimmte Zeit ihre Verbrauchsleistung reduzieren können. Sie können daher zur Aufrechterhaltung oder Verbesserung der Versorgungssicherheit eingesetzt werden.“ Vor allem in der verarbeitenden Industrie (bspw. Aluminium- und Chemiewerke) fanden sich die erforderlichen abschaltbaren Lasten von mindestens 50 MW nach § 5 Abs. 1 Nr. 1 AbLaV. Durch die Verordnung erhielten diese Größtverbraucher eine Vergütung, wenn sie sich bereit erklären, ihren Stromverbrauch zu senken, wenn es die Laststeuerung erfordert. Die Vergütung setzte sich aus einem Leistungspreis (Bereitstellung von abschaltbaren Lasten) von monatlich 2.500 EUR/MW Abschaltleistung und einem Arbeitspreis (tatsächliche Abschaltung) von mindestens 100 und höchstens 400 EUR/MWh (§ 4 Abs. 2, 3 AbLaV) zusammen. Die vier Übertragungsnetzbetreiber schrieben gemeinsam einmal monatlich deutschlandweit eine Leistung von 1.500 Megawatt an sofort abschaltbaren Lasten sowie eine Abschaltleistung von 1.500 Megawatt an schnell abschaltbaren Lasten auf einer Internetplattform aus (§ 8 AbLaV). Die teilnehmenden Unternehmen hatten vor der Ausschreibung eine Präqualifikation, d. h. einen Prüf- und Genehmigungsprozess, durchlaufen (§ 9 AbLaV).

### Umlage für abschaltbare Lasten
Die Kosten werden noch bis 2023 auf alle Endverbraucher umgelegt (§ 18 Abs. 1 AbLaV, § 9 KWKG) Der theoretisch maximale Wert beträgt 0,1194 Cent/kWh. Die Übertragungsnetzbetreiber haben die Abschalt-Umlage für 2014 auf 0,009 Cent/kWh festgelegt. Dies beinhaltete auch die im Jahr 2013 angefallenen Kosten, da der Aufschlag im Jahr 2013 auf 0 festgelegt war. Für das Jahr 2015 folgte schließlich eine Senkung auf 0,006 Cent/kWh.

## Geschichte
Über eine Lastabschalt-Verordnung stritt man sich „wohl schon in der Großen Koalition“. Die verschiedenen Referentenentwürfe in drei Jahren waren vom Streit zwischen Umweltminister Röttgen und dem Wirtschaftsminister Rösler geprägt. Uneinig waren sie sich über die Vergütungshöhe für abschaltbare Lasten oder den Arbeits- und Leistungspreis. Die Entwürfe waren in Öffentlichkeit, Fachwelt, von Wissenschaftlern, Verbänden und Unternehmen ebenso umstritten. Eine von der Bundesnetzagentur in Auftrag gegebene unveröffentlichte Studie des Instituts Consentec befand 2011, dass die Abschaltung der Industrieanlagen bei den „weitaus größten Anteil an auftretenden Versorgungsunterbrechungen“ in Deutschland „nicht geeignet“ sei. Daher sah die Studie eine Prämie in Höhe von 1600 EUR/MW und Jahr als ausreichend an. Das Projekt stand unter Federführung des Wirtschaftsministers Rösler. Die FAZ publizierte im Januar 2012 die anvisierten Vergütungsstufen: „Für 150 Megawatt Leistung gibt es 60.000 Euro, für 100 Megawatt 45.000 Euro, für 50 Megawatt 30.000 Euro.“ Das lag unter den Beträgen des europäischen Auslands. Die Vervierzigfachung der Empfehlung empfanden die Verbraucherzentralen nach den Befreiungen der stromintensiven Industrie von den Netzentgelten als „nächste[s], dreiste[s] Geschenk“. Die Frankfurter Rundschau schrieb: „Infrage kommen dafür vor allem Aluminiumhütten und Chemiewerke. Sie können sich auf einen Geldregen freuen: Für einen größeren Betrieb mit einem 200-Megawatt-Bedarf gäbe es zum Beispiel zwölf Millionen Euro pro Jahr. Summiert man den Bedarf der potenziellen Abschalt-Anlagen, kommen 1.700 Megawatt zusammen. Die Zeche würden vor allem die Privathaushalte per Netzgebühr zahlen: bis zu 102 Millionen Euro pro Jahr.“ Zudem wurde von der FAZ kritisiert, dass „wieder ein Stück Markt in der Energiepolitik verschwindet“ und der Entwurf „nur ein weiterer Schritt in einen staatlich regulierten Energiesektor“ sei. Anfragen von Oliver Krischer (Bündnis 90/Die Grünen) im Laufe des Jahres 2012 wurden beantwortet, den Entwurf gebe es noch gar nicht (9. Mai), oder werde im „1. und 2. Quartal 2013 zur Diskussion gestellt“ (24. Oktober). Überraschend verabschiedete dann das Bundeskabinett am 28. November die Verordnung. Bei der laufenden Beratung im Wirtschaftsausschuss zur Energierechtsnovelle am selben Tag wurde die Verordnung im Gesetzespaket integriert durch die Schaffung eines neuen § 13 Abs. 4a, 4b. Die Regierungsvorlage sah vor, dass die Anbieter monatlich für das Bereithalten der Abschaltbarkeit 1.667 EUR/MW und maximal 20.000 Euro im Jahr erhalten sollten. Das Abschalten selbst sollte mit 100 bis 500 EUR/MWh prämiert werden. Im Wirtschaftsausschuss wurde der Leistungspreis angehoben, der Arbeitspreis im Gegenzug gesenkt und die maximale Angebotsgröße angehoben. Die Verordnung kam am 13. Dezember mit den Stimmen der CDU/CSU, SPD und FDP zustande. Abgelehnt haben die Verordnung Bündnis 90/Die Grünen („bürokratisch, und vor allem ist sie das Gegenteil von Marktwirtschaft“) und die Linke („Subventionsgeschenk an die Industrie“, „Exklusivmarkt“) Kritik kam auch aus der Branche der erneuerbaren Energien: „Es ist schon seltsam, dass das Bundeswirtschaftsministerium, dessen Minister sich als der Hüter der Marktwirtschaft ausgibt, hier einer Nicht-marktwirtschaftlichen Lösung den Vorzug gibt“. Am 1. Juli 2013 wurden von den Übertragungsnetzbetreibern die ersten Unternehmen unter Vertrag genommen.
Die Abschaltverordnung galt als ein erster Schritt in Richtung eines sogenannten Smart Grids. Nach Uwe Leprich solle mit der Abschaltverordnung die Elektrizitätswirtschaft und Industrie an das Thema herangeführt werden: „Zwingend nötig wäre das Abschalten heute noch nicht“. Über Lastabschaltungen in Privathaushalten wurde vor dem Hintergrund der Verordnung nachgedacht.